# حلزون ثيودوروس
حلزون تو لولب ثيودوروس، المعروف أيضًا باسم "مربع الجذور اللولبي" أو "لولب فيثاغورس"، هو بناء هندسي أسقاطي يمثل تسلسلًا من المثلثات القائمة الزاوية المرتبطة ببعضها البعض. يعود هذا البناء إلى عالم الرياضيات اليوناني القديم ثيودوروس القيرواني، الذي عاش في القرن الخامس قبل الميلاد .

## نبذة تاريخية
يُعتقد أن ثيودوروس استخدم هذا البناء الهندسي لشرح مفهوم الجذور التربيعية لطلابه، خاصة للجذور غير النسبية (الأعداد غير الجذرية)[3]. يمثل اللولب أحد أوائل الأمثلة على الربط بين الجبر والهندسة في الرياضيات القديمة.

## الوصف
يتكون اللولب من سلسلة من المثلثات قائمة الزاوية، حيث يكون الضلع الأطول (الوتر) لكل مثلث بمثابة أحد الأضلاع القصيرة للمثلث التالي في التسلسل. يبدأ البناء بمثلث قائم الزاوية متساوي الساقين طول ضلعيه القصيرين 1، مما يعطي وترًا بطول √2. ثم يُستخدم هذا الوتر كضلع قصير للمثلث التالي، مع ضلع قصير آخر طوله 1، مما يعطي وترًا جديدًا بطول √3، وهكذا دواليك.
من وجهة نظر الهندسة الإسقاطية، يمكن النظر إلى هذا البناء على أنه عملية متكررة لإسقاط النقاط على المستوى بطريقة تحافظ على العلاقات الهندسية الأساسية. كل مثلث جديد في التسلسل يُبنى من خلال إسقاط النقطة السابقة وإضافة بعد جديد (الضلع الإضافي بطول 1).

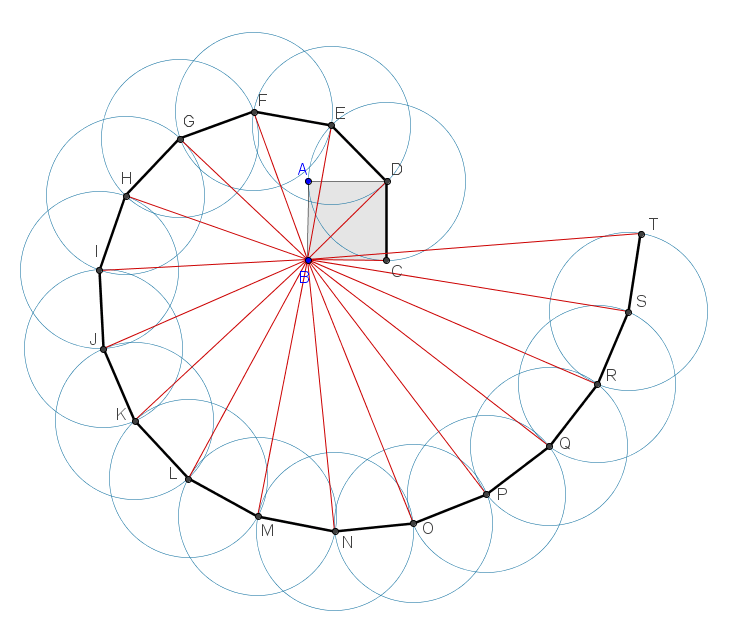
حلزون ثيودوروس (La spirale di Teodoro di Cirene)

## الخصائص
1. تشكل رؤوس المثلثات شكلًا لولبيًا يتوسع مع إضافة كل مثلث جديد.
2. كل خطوة في البناء تحافظ على العلاقات الهندسية الأساسية للمثلثات القائمة الزاوية.
3. يوفر اللولب تمثيلًا مرئيًا لمفهوم الجذور التربيعية للأعداد الصحيحة الموجبة.

## التطبيقات
على الرغم من أن اللولب كان في الأصل بناءً تعليميًا، إلا أنه وجد تطبيقات في:
1. شرح المفاهيم الهندسية الأساسية
2. تحليل الخصائص البصرية للأشكال المتكررة
3. دراسة العلاقات بين الهندسة ونظرية الأعداد

### أهمية لولب ثيودوروس في العمارة والتصميم
لولب ثيودوروس ليس مجرد بناء رياضي تجريدي، بل له تطبيقات عملية وجمالية في مجالات العمارة والتصميم. فهو يجسد العلاقة بين الرياضيات والهندسة من ناحية، وبين الفن والوظيفة من ناحية أخرى. بالنسبة لطلاب العمارة والتصميم، فإن فهم هذا اللولب يمكن أن يثري إدراكهم للنسب والتناغم البصري، مما ينعكس على أعمالهم الإبداعية.
أهمية لولب ثيودوروس في العمارة والتصميم
1. فهم النسب والقياسات الهندسية
2. أداة مفيدة لفهم النسب الرياضية التي تُستخدم في التصميم المعماري.
3. يُظهر كيف يمكن للجذور التربيعية (مثل √2، √3، √4، إلخ) أن تشكل أساسًا للقياسات في التصاميم المعمارية، خاصة في أنظمة النماذج المعيارية (Modular Design).
4. الإلهام في التصميمات العضوية واللولبية.

يعتبر اللولب نموذجًا للتصميمات العضوية (Organic Design) التي تحاكي الطبيعة، مثل:
- الأصداف البحرية (كالنوتيلوس).
- أشكال النباتات الحلزونية.
- الحركة الديناميكية في التصميمات المعاصرة.
- يمكن استخدامه في تصميم السلالم الحلزونية، المساحات المعمارية الديناميكية، والأعمال الفنية ثلاثية الأبعاد.
- التطبيقات في التصميم الجرافيكي والفنون البصرية. يُعد اللولب نموذجًا جيدًا لإنشاء أنماط متكررة (Patterns) في التصميم الجرافيكي. يمكن استخدامه في تصميم الشعارات (Logos) ذات الطابع الهندسي. الرسوم المتحركة (Animations) التي تعتمد على الحركة اللولبية. الزخارف الإسلامية والعربية التي تعتمد على الأشكال الهندسية المتكررة.
- تعزيز الإدراك البصري والفضائي (Spatial Awareness). يساعد اللولب طلاب العمارة على تصور العلاقات الفراغية بين العناصر المعمارية. يمكن تطبيقه في تصميم المجسمات المعمارية (3D Models)؛ التخطيط الحضري (Urban Planning) الذي يعتمد على التوسع اللولبي؛ 5. الربط بين الرياضيات والجماليات (Aesthetics)؛ يُظهر اللولب كيف يمكن للجيومتري أن تكون مصدرًا للإبداع الفني.
- العديد من المباني الحديثة تستخدم أشكالًا لولبية أو متدرجة تعتمد على مفاهيم مشابهة، مثل: المتاحف المعاصرة (متحف جوجنهايم في نيويورك)؛ الأبراج اللولبية في العمارة العالية (High-Rise Buildings).

## تفسير ثلاثي الابعاد لحلزون ثيودوروس

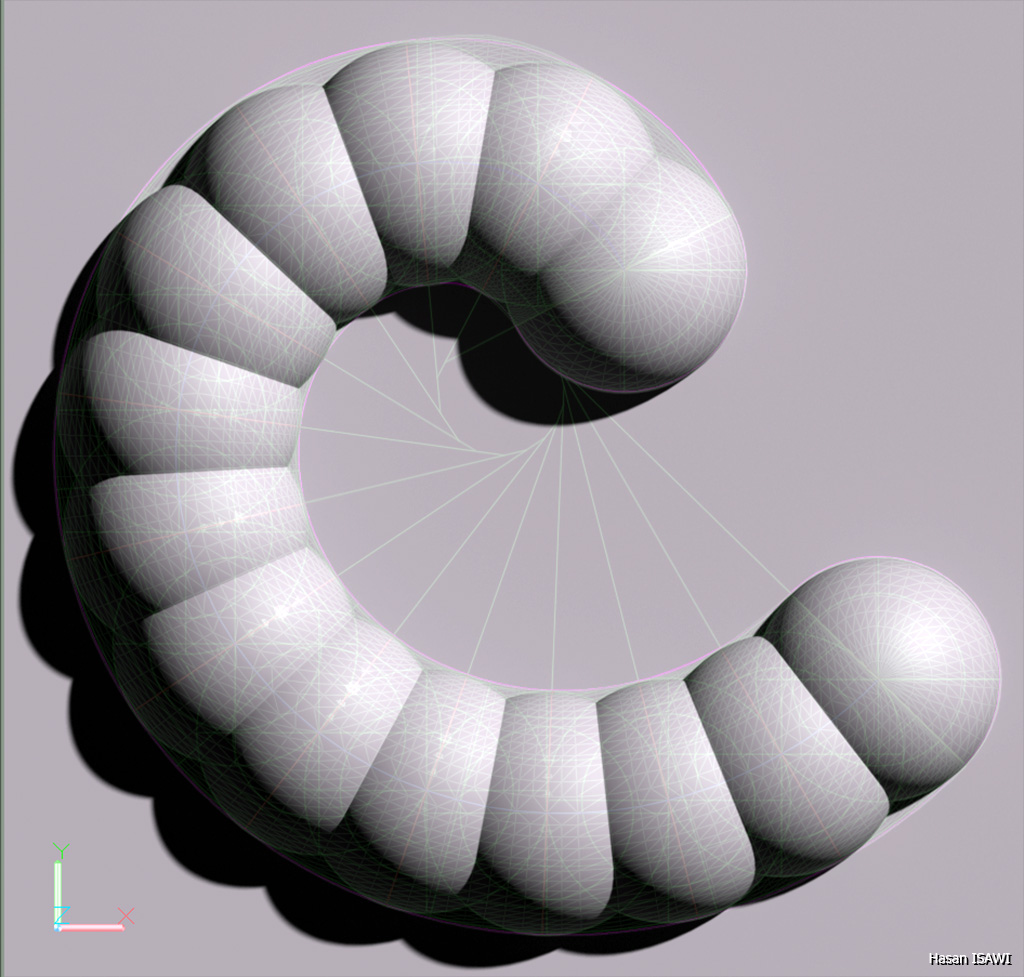
تفسير ثلاثي الابعاد لحلزون ثيودوروس باعتباره سطحا قنويًا (canal surface)

يظهر في الصورة المرفقة تفسير ثلاثي الابعاد لحلزون ثيودوروس باعتباره سطحا قنويًا (canal surface)، حيث تشكل الدوائر المتساوية خطوط الاستواء (equatori) للكرات المتساوية الحجم.
في هذا النموذج، يعمل مسار حلزون ثيودوروس كمحور دلالي ترتكز عليه مراكز الكرات، والتي بدورها تولد سطحا مغلفا لهذه الكرات.
يمكن تسمية هذا السطح بـ "قناة ثيودور" (Canale di Teodoro)، وهو يوضح العلاقة الهندسية بين البنية الحلزونية ثنائية الابعاد والسطح ثلاثي الابعاد الناتج عن حركة كرة ثابتة الشعاع على مسار منحني.
يبرز هذا النموذج كيفية انتقال مفهوم هندسي بسيط (حلزون المثلثات القائمة) إلى بنية مجسمة معمارية ذات طابع عضوي، تستخدم في التصميمات الهندسية والفنية.

## خاتمة
لولب ثيودوروس ليس مجرد تمرين جيومتري، بل هو جسر بين الهندسة والفن، مما يجعله أداة قوية لطلاب العمارة والتصميم. من خلال فهم هذا البناء، يمكن للمصممين والمعماريين تطوير تصاميم أكثر تناغمًا وإبداعًا، سواء في الفراغات المعمارية أو في الأعمال الفنية والجرافيكية.